# Dykungens dotter
Dykungens dotter – en barnhistoria är en roman från 1985 av Birgitta Trotzig. Titeln och motivet har Trotzig hämtat från en av H.C. Andersens sagor, Dynd-Kongens Datter.
Boken handlar om det oönskade barnet som är både en ljusgestalt och dyvarelse och om barnets och moderns livslånga lidande. Modern har blivit gravid efter ett kärleksmöte med en av samhällets utstötta. Hon förmår aldrig älska dottern, hindrad av sin skuld.
Leif Zern skrev i Expressen: 
"Den magiska kraften i Birgitta Trotzigs prosa kan bara förklaras med att hon så konsekvent fullföljer sin vision, att hon inte viker ens en sekund från sina syner och sin vånda, denna rent kroppsliga, på samma gång medskapande och medlevande födelseprocess: hon samlar till en väg av vassa stenar som får fötter och ögon att blöda på läsaren."